# Anissa Daoud
Pour les articles homonymes, voir Daoud.
Anissa Daoud (arabe : أنيسة داود), née le 24 mai 1971,, est une actrice, réalisatrice et productrice franco-tunisienne. Vivant entre Paris et Tunis, elle fait partie du collectif artistique Artistes Producteurs Associés.

## Filmographie

### Actrice

#### Longs métrages
- 2004 :
  - Elle et lui d'Elyes Baccar : Elle
  - Noce d'été de Mokhtar Ladjimi : la mariée
- 2006 : Tendresse du loup de Jilani Saadi
- 2008 : Thalathoun de Fadhel Jaziri
- 2009 : La Longue nuit de Hatem Ali
- 2014 : Printemps tunisien de Raja Amari
- 2015 : Les Frontières du ciel de Farès Naânaâ
- 2016 : Demain dès l'aube de Lotfi Achour : Zeïneb
- 2017 : La Belle et la Meute de Kaouther Ben Hania : Faïza

#### Courts métrages
- 1999 : Tunis... fille du siècle de Taïeb Jellouli
- 2010 :
  - L'Album de Shiraz Fradi
  - Tiraillement de Najwa Slama Limam
- 2014 :
  - Laisse-moi finir de Doria Achour : Sonia
  - Père de Lotfi Achour : Sonia
- 2016 : Le Reste est l'œuvre de l'homme de Doria Achour

#### Télévision
- 2002 : Divorce caprice (Talak Incha) de Moncef Dhouib : fiancée de Chadi (invitée d’honneur)
- 2008 :
  - Toi-même tu sais de John Gabriel Biggs
  - Villa Jasmin de Férid Boughedir

#### Documentaires
- 2008 : Hé ! N'oublie pas le cumin de Hala Abdalla Yacoub
- 2013 : Artistes en Tunisie de Serge Moati
- 2014 : 7 vies de Lilia Blaise et Amine Boufaied

### Réalisatrice
- 2016 : Notre femme en politique et dans la société[4] (documentaire)
- 2018 : Best Day Ever[5] (court métrage de fiction, première à la Quinzaine des réalisateurs)
- 2020 : Le Bain[6] (court métrage de fiction)

## Théâtre
Elle collabore régulièrement au travail d'une compagnie théâtrale française, La Grave et Burlesque Équipée du Cycliste.
Parmi ses pièces figurent Vous avez de si jolis moutons, pourquoi ne parlez vous pas des moutons ?, un spectacle poétique, politique et burlesque sur les rapports coloniaux et néocoloniaux, et une création portant sur la Palestine, intitulée Nakba, en marchant j'ai vu.
En 2013, elle signe avec Jawhar Basti et Lotfi Achour l'adaptation de la pièce de William Shakespeare, Macbeth, dans le contexte de la Tunisie post-révolution. Leur adaptation, qui s'appelle Macbeth : Leila and Ben - A Bloody History, est créée à Londres pour l'Olympiade culturelle 2012 (en) et du World Shakespeare Festival.
- Pied de guerre : mise en scène de Mohamed Guellati
- Petite fleur : mise en scène de Mohamed Guellati
- Rahmen : chorégraphie de Karry Kamal Karry et mise en scène d'Elyes Baccar
- Y'en a plus bon ! : mise en scène de Mohamed Guellati
- Vous avez de si jolis moutons, pourquoi vous ne parlez pas des moutons ? : texte et mise en scène de Mohamed Guellati
- Nakba, en marchant j'ai vu : mise en scène de Mohamed Guellati
- Hobb Story - Sex in the (Arab) city : mise en scène de Lotfi Achour (comédienne et co-dramaturge avec Achour)
- Roméo et Juliette de William Shakespeare : mise en scène d'Alexander Zeldin
- Leila and Ben - A Bloody History : mise en scène de Lotfi Achour (comédienne et co-dramaturge avec Achour et Basti)
- Je suis encore en vie : mise en scène de Jacques Allaire

## Distinctions
- Prix d'interprétation féminine au Festival du cinéma africain de Tarifa pour Tendresse du loup
- Prix d'interprétation féminine au Festival international du film d'Alexandrie pour Tendresse du loup
- Prix d'interprétation féminine au Festival international du film de Mascate pour Tendresse du loup
- Prix de la meilleure actrice au Festival international du film de Durban pour Printemps tunisien[9]
- Prix d'interprétation féminine à la Rencontre des réalisateurs tunisiens pour Les Frontières du ciel
- Prix Haydée-Samama Chikli de la meilleure interprétation féminine aux Journées cinématographiques de Carthage pour Demain dès l'aube[10]
- Prix de la meilleure interprétation féminine au Festival du film arabe de Malmö (en) pour Demain dès l'aube ;
- Prix du meilleur second rôle féminin au Festival du film tunisien pour La Belle et la Meute.